# روجر يوان
روجر يوان (بالصينية: 罗杰·袁) (بالإنجليزية: Roger Yuan)‏ هو رياضي وممثل أمريكي وصيني، ولد في 25 يناير 1961 في لوس أنجلوس في الولايات المتحدة.

## وصلات خارجية
- روجر يوان على موقع IMDb (الإنجليزية)
- روجر يوان على موقع روتن توميتوز (الإنجليزية)
- روجر يوان على موقع أول موفي (الإنجليزية)
- روجر يوان على موقع قاعدة بيانات الفيلم (الإنجليزية)
- روجر يوان على موقع ليتربوكسد (الإنجليزية)